# 첼시 매닝
첼시 엘리자베스 매닝(Chelsea Elizabeth Manning, 1987년 12월 17일 ~ )은 위키리크스에서 최대 규모의 미국의 군사 기밀 사항이 포함된 내부 자료를 제공한 내부 고발자이다. 군 복무 당시의 이름인 브래들리 에드워드 매닝(Bradley Edward Manning)으로도 알려져있다.
브래들리 매닝은 지난 2007년 미국 육군에 입대하여 2009년 10월에 10 산악 사단에 배속되고서 이라크 바그다드에서 정보 분석병으로 근무하는 동안 국방부의 내부 전산망에 접속해 기밀 문서를 유출하여 위키리크스에 제공하였다. 기밀 문서에는 2007년에 미군의 아파치 헬리콥터가 이라크의 수도인 바그다드에서 민간인을 학살하는 영상, 아프가니스탄과 이라크에서의 미군 군사작전 일지가 담겨 있었다.

## 재판
2010년 5월 26일, 이라크 바그다드 현지 군부대에서 기밀을 누설했다는 혐의로 체포되어 미군 교도소에 미결수로서 수감되었다. 2013년 2월 28일, 메릴랜드주 포트미드 군사법원에서 브래들리 매닝은 유죄라고 처음 자인했다. 영상인〈부수성을 띤 살인〉과 전쟁 일지와 국무부 외교 전문을 위키리크스에 제공한 사실을 공식으로 인정했다. 브래들리 매닝은 유죄 인정과 함께 35쪽 분량의 모두진술(冒頭陳述)에서 〈부수성을 띤 살인〉과 외교 전문을 공개한 경위와 이유를 상세히 밝혔다.
2013년 8월 21일, 매닝은 미국 메릴랜드주(州)의 포트미드 군사법원에서 간첩법 위반과, 절도 등 20개 혐의가 유죄로 인정되어 징역 35년형을 선고받았다.

## 성전환 요청
징역 35년형을 선고받은 다음날, 매닝은 성명을 통해 자신은 첼시 매닝(Chelsea E. Manning)이라는 여자이며, 가능한 한 빨리 호르몬 치료를 받고 싶다고 밝혔다. 법적투쟁을 통해 법원으로부터 개명과 호르몬 치료를 허가받았다.

## 감형
2017년 1월, 임기가 얼마 안남은 버락 오바마 대통령은 첼시 매닝을 35년형에서 7년형으로 감형했으며, 2017년 5월 17일에 매닝은 복역을 마치고 석방되었다.

## 석방 후
2018년 말 소원대로 여성화 성전환 수술을 받았다. 2019년에 위키리스크에 대한 재판의 증언을 거부해 수감되었으나, 2020년 벌금형을 선고받고 석방되었다. 벌금과 생활비를 모으기 위한 크라우드펀딩이 진행되고 있다.

## 같이 보기
- 정보 보안